# Гюнтер Ангальт
Гюнтер Отто Фрідріх Ангальт (нім. Günther Otto Friedrich Anhalt; 23 січня 1906, Бреслау — 27 квітня 1945, Берлін) — німецький офіцер, штандартенфюрер СС. Кавалер Лицарського хреста Залізного хреста.

## Біографія
1 липня 1932 року вступив у НСДАП. В 1933 році став одним із перших членів штабної охорони СС «Берлін». 27 липня 1934 року направлений на тримісячні курси військової підготовки в Ютербог і був призначений в 2-гу навчальну роту. З 17 жовтня 1934 року — командир 7-ї роти лейбштандарту. 22 травня 1939 року рота була почесним караулом під час зустрічі графа Галеаццо Чано і Йоахіма фон Ріббентропа, яка завершилась підписанням Сталевого пакту.
З 28 серпня 1939 року — командир взводу 5-ї роти лейбштандарту. Учасник Польської кампанії, 7 вересня був поранений разом із своїм командиром Вільгельмом Монке.З 10 травня 1940 року — командир 7-ї роти 2-го батальйону. Учасник Французької кампанії. З 6 квітня 1941 року — командир 1-ї інженерної роти. Учасник Німецько-радянської війни. З 5 липня 1942 року — командир 3-го батальйону 2-го моторизованого піхотного полку лейбштандарту, потім переведений у військову поліцію СС і призначений командиром 2-го полку бойової групи фон Готтберга. З 1 липня 1944 року — командир поліцейської бригади СС «Ангальт», з 13 листопада — піхотного полку військ СС (болгарського №1), з березня 1945 року — 98-го піхотного полку СС. Учасник битви за Берлін. Загинув у бою.

## Звання
- Кандидат в офіцери рейхсверу (1 квітня 1924)
- Анвертер СС (1 липня 1932)
- Манн СС (1 липня 1932)
- Шарфюрер СС (8 травня 1933)
- Обершарфюрер СС (1 жовтня 1933)
- Гауптшарфюрер СС (1 березня 1934)
- Унтерштурмфюрер СС (8 березня 1935)
- Оберштурмфюрер СС (9 листопада 1936)
- Гауптштурмфюрер СС (30 січня 1940)
- Штурмбаннфюрер СС (1 вересня 1941)
- Оберштурмбаннфюрер СС (22 листопада 1943)
- Штандартенфюрер СС (1 липня 1944)

## Нагороди
- Йольський свічник (16 грудня 1935)
- Цивільний знак СС (№31 272)
- Почесний кут старих бійців
- Кільце «Мертва голова»
- Почесна шпага рейхсфюрера СС
- Медаль «У пам'ять 1 жовтня 1938» із застібкою «Празький град»
- Залізний хрест
  - 2-го класу (16 жовтня 1939)
  - 1-го класу (25 січня 1940)
- Нагрудний знак «За поранення» в чорному (29 березня 1940)
- Штурмовий піхотний знак в бронзі (2 жовтня 1940)
- Медаль «За вислугу років у СС» 4-го і 3-го ступеня (8 років) (31 грудня 1940) — отримав 2 медалі одночасно.
- Орден «За хоробрість» 4-го ступеня, 1-й клас (Болгарія) (6 липня 1942)
- Орден Зірки Румунії, офіцерський хрест (3 вересня 1942)
- Медаль «За зимову кампанію на Сході 1941/42» (1942)
- Нагрудний знак «За боротьбу з партизанами» в сріблі (1943)
- Німецький хрест в золоті (16 червня 1944)
- Лицарський хрест Залізного хреста (12 серпня 1944)
- Нагрудний знак ближнього бою в бронзі (31 серпня 1944)